# Aspidoceras
Aspidoceras – rodzaj głowonogów z podgromady amonitów, z rzędu Ammonitida.
Żył na przełomie jury i kredy (oksford – berrias).